# Les Comelles (Mur)
Les Comelles és un indret i partida del terme municipal de Castell de Mur, dins de l'antic terme de Mur, al Pallars Jussà, en territori del poble de Collmorter.
Està situat al nord-oest de Collmorter i al nord-est del castell de Mur i de la col·legiata de Santa Maria de Mur, al nord de Cal Franxo. És al nord de la Colomina i al nord-oest del Tornall.